# Khu Haeundae, Busan
Haeundae (âm Hán Việt: Hải Vân Đài) là một quận nằm ở phía đông thành phố Busan, Hàn Quốc. Khu Haeundae có diện tích 51,44 km², dân số khoảng 423.000 người, chiếm khoảng 11,6% dân số Busan. Khu vực này trở thành một đơn vị hành chính của Busan vào năm 1976 và chính thức trở thành một khu của thành phố này vào năm 1980.
Ngày nay, Haeundae là một khu vực thịnh vượng và giàu có của thành phố Busan. Bãi biển Haeundae mỗi năm thu hút hàng chục ngàn du khách trong và ngoài nước và được nhiều người công nhận là bãi biển đẹp nhất của Hàn Quốc. Haeundae cũng đang trở thành một khu vực thương mại vô cùng phát triển tại Busan.
Haeundae là nơi tổ chức của hội nghị APEC 2005 tại Hàn Quốc. Mỗi năm, bãi biển Haeundae là nơi thu hút rất đông khách du lịch đến tắm biển hoặc ngắm mặt trời mọc vào mỗi dịp năm mới.

## Phân cấp hành chính

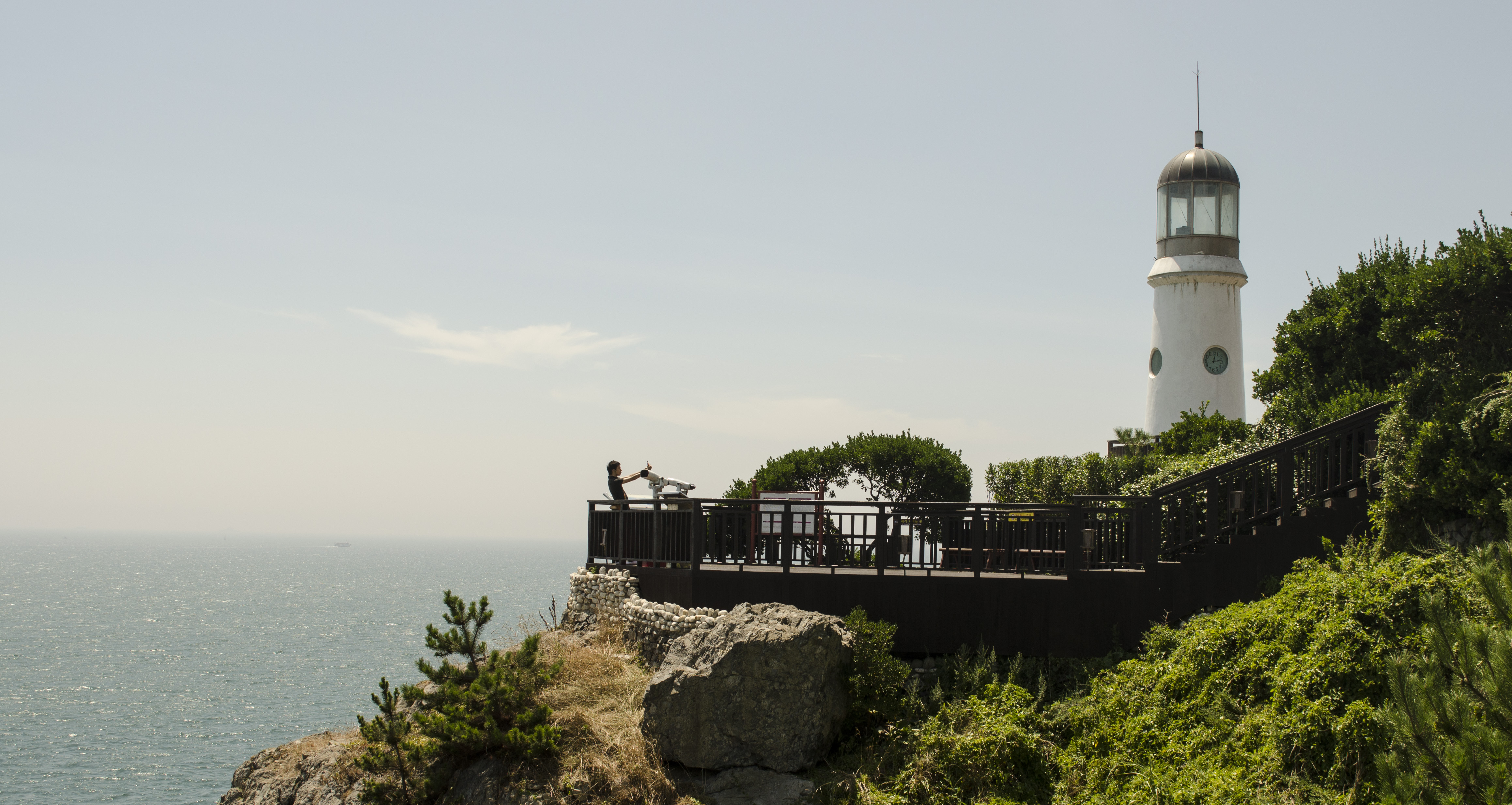
Lighthouse at Haeundae Beach

Haeundae-gu được chia thành 7 dong pháp lý, nó bao gồm 18 dong hành chính, như sau:
- U-dong (2 dong hành chính)
- Jung-dong (2 dong hành chính)
- Jwa-dong (4 dong hành chính)
- Songjeong-dong
- Banyeo-dong (4 dong hành chính)
- Bansong-dong (3 dong hành chính)
- Jaesong-dong (2 dong hành chính)